# Estación Ingenio Primer Correntino
Ingenio Primer Correntino es una estación de ferrocarril ubicada en la localidad del Mismo Nombre en el Departamento San Cosme en la Provincia de Corrientes, República Argentina. 

## Servicios
Se encuentra Precedida por la Estación Juan Ramón Vidal y le sigue la Estación San Cosme.